# Hoven å
Hoven å är ett vattendrag i Ringkøbing-Skjerns kommun, Danmark. Det mynnar i Omme å.